# Slaget vid Bukovik
Slaget vid Bukovik i nuvarande Nordmakedonien var ett slag mellan montenegrinska styrkor och irreguljära albanska styrkor från Rugova och Berane (dagens Montenegro) år 1817.
Det finns inte mycket skrivet om slaget förutom att Salt Jaha, en albansk major, stred i slaget. Albanerna förlorade och retirerade.